# Paramesacanthion hirsutum
Paramesacanthion hirsutum är en rundmaskart som beskrevs av Suzanne I. Warwick 1970. Paramesacanthion hirsutum ingår i släktet Paramesacanthion och familjen Enoplidae. Arten är reproducerande i Sverige. Inga underarter finns listade i Catalogue of Life.